# قلعه میر محمد امین
قلعه میر محمد امین مربوط به دوره قاجار - دوره پهلوی است و در شهرستان کهگیلویه، روستای بوآی سفلی واقع شده و این اثر در تاریخ ۱۲ بهمن ۱۳۸۱ با شمارهٔ ثبت ۷۴۷۳ به‌عنوان یکی از آثار ملی ایران به ثبت رسیده است.